# Antonio Pirri
Antonio Pirri (Antonio di Manfredo Pirri) (Bologne, actif vers 1509/1512) est un peintre italien du début du XVIe siècle.

## Biographie
Antonio Pirri est un peintre de l'école émilienne du début du XVIe siècle. Il a peint surtout des thèmes à sujet religieux.
On connait peu de choses de sa vie et de son activité qui au vu des travaux repertoriés semble avoir été de courte durée.
Sa présence est attestée à Naples en 1511 par un document évaluant un retable peint par le peintre bolonais Antonio Rimpatta pour l'église san Pietro ad Aram.
Divers tableaux de sa composition sont visibles au musée Museo Poldi Pezzoli à Milan.

## Principales œuvres
- Rencontre de Marie et Elisabeth, huile sur toile de 67 cm × 54 cm, Museo Poldi Pezzoli no 553, Milan.
- Saint Sebastien, Museo Poldi Pezzoli no 578, Milan.
- Visitation, sala del perugino, Museo Poldi Pezzoli.
- Circoncision, collection privée, Rome.
- Les saints Antoine et Paul, collection privée, Turin.
- Vierge à l'Enfant, musée national, Poznań.

## Sources
- Voir notes et références.